# Tiesj Benoot
Tiesj Benoot (Gand, 11 marzo 1994) è un ciclista su strada belga che corre per il Team Visma-Lease a Bike. Professionista dal 2015, ha vinto la Strade Bianche 2018.

## Carriera

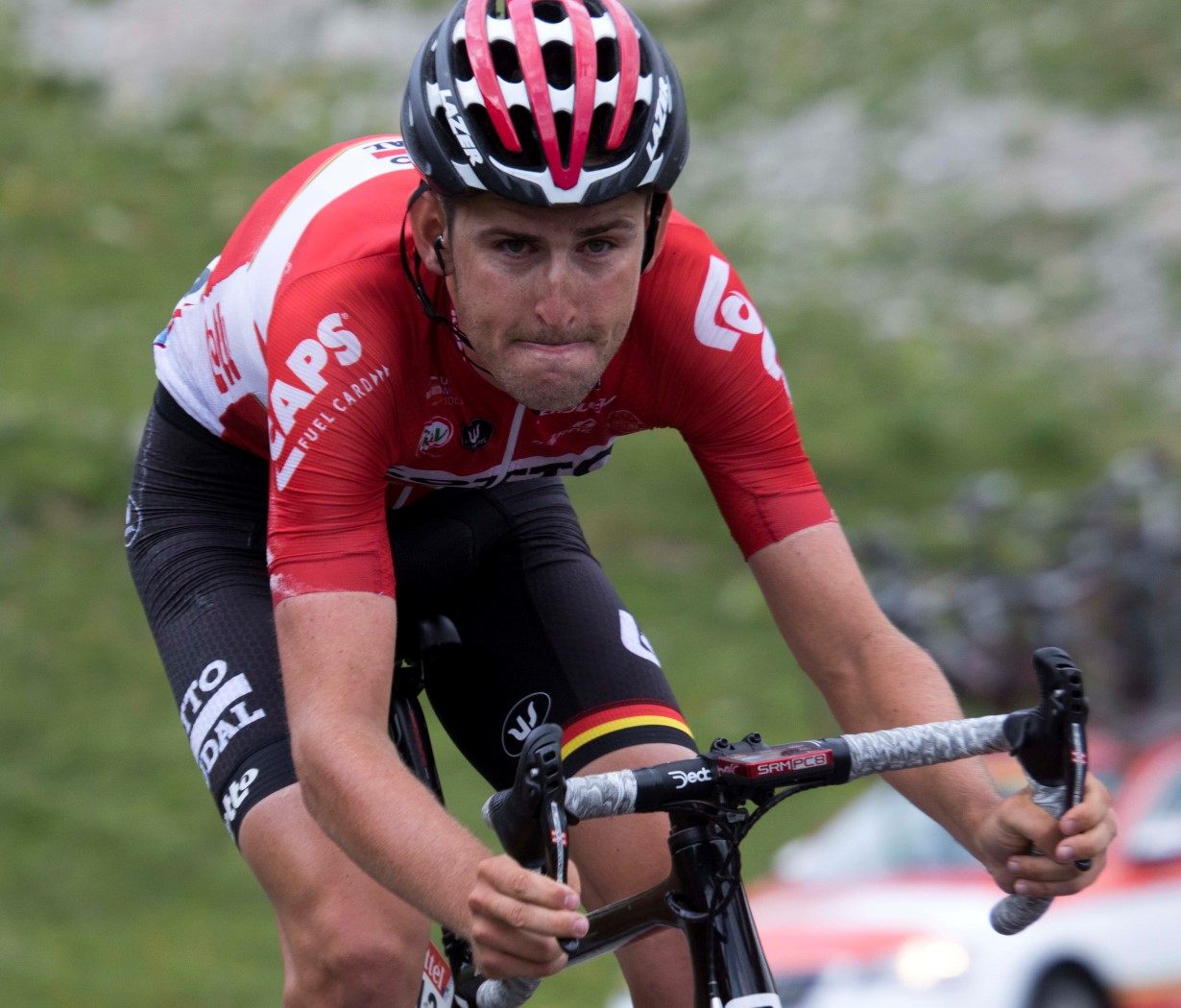
Tiesj Benoot in azione durante una discesa al Tour de France 2017.

Nel 2014 si classifica quarto nella prova in linea Under-23 ai campionati del mondo di Ponferrada. Passa professionista l'anno seguente con il team Lotto-Soudal: in stagione ottiene piazzamenti importanti in alcune gare belghe, tra cui il terzo posto alla Handzame Classic, il quarto a Le Samyn, il sesto alla Dwars door Vlaanderen, il quinto al Giro delle Fiandre e il secondo al Giro del Belgio. Ottiene una spettacolare vittoria nell'edizione della Strade Bianche 2018 in una gara su cui imperversa il maltempo. A 15 km dal traguardo con una grande azione in solitaria si riporta prima sui due battistrada, Bardet e Van Aert, per staccarli poi con un'altra potente accelerazione sull'ultima salita sterrata di giornata, quella de Le Tolfe. Vince dunque la corsa in solitaria davanti al corridore francese e al connazionale fiammingo.

## Palmarès
- 2012 (Juniors)

2ª tappa Österreich-Rundfahrt Juniors
1ª tappa Keizer der Juniores
- 2013 (Lotto-Belisol U23)

2ª tappa Vuelta a la Comunidad de Madrid Under-23
4ª tappa Vuelta a Palencia
Tour de Moselle
- 2018 (Lotto-Soudal, una vittoria)

Strade Bianche
- 2019 (Lotto-Soudal, una vittoria)

1ª tappa Giro di Danimarca (Silkeborg > Silkeborg)
- 2020 (Team Sunweb, una vittoria)

6ª tappa Parigi-Nizza (Sorgues > Apt)
- 2023 (Jumbo-Visma, una vittoria)

Kuurne-Bruxelles-Kuurne

### Altri successi
- 2012 (Juniores)

Classifica a punti Oberösterreich Juniorenrundfahrt
- 2013 (Lotto-Belisol U23)

Classifica giovani Vuelta a la Comunidad de Madrid Under-23
Classifica a punti Circuit des Ardennes International
Classifica giovani Circuit des Ardennes International
- 2014 (Lotto-Belisol)

Classifica a punti Le Triptyque des Monts et Châteaux
Classifica giovani Ronde de l'Isard
- 2016 (Lotto-Soudal)

Classifica giovani Volta ao Algarve em Bicicletta
- 2017 (Lotto-Soudal)

Classifica giovani Volta ao Algarve em Bicicletta
- 2018 (Lotto-Soudal)

Classifica giovani Tirreno-Adriatico
- 2020 (Team Sunweb)

Classifica a punti Parigi-Nizza

## Piazzamenti

### Grandi Giri
- Tour de France

2017: 20º
2018: non partito (5ª tappa)
2019: 59º
2020: 75º
2021: ritirato (11ª tappa)
2022: 35º
2023: 24º
2024: 49º
2025: 54º
- Vuelta a España

2018: 95º

### Classiche monumento
- Milano-Sanremo

2017: 133º
2020: 20º
- Giro delle Fiandre

2015: 5º
2016: ritirato
2017: ritirato
2018: 8º
2019: 9º
2020: 10º
2021: 12º
2022: 13º
2023: 13º
2024: 15°
2025: 6º
- Parigi-Roubaix

2015: 100º
2016: 114º
2019: ritirato
- Liegi-Bastogne-Liegi

2018: 23º
2020: 8º
2021: 7º
2022: non partito
2023: 7º
2024: 12º
2025: 13º
- Giro di Lombardia

2015: ritirato
2017: 57º
2018: 25º
2019: 24º
2021: 29º
2023: 63º

### Competizioni mondiali
- Campionati del mondo

Valkenburg 2012 - In linea Junior: 12º
Toscana 2013 - In linea Under-23: 54º
Ponferrada 2014 - In linea Under-23: 4º
Richmond 2015 - Cronosquadre: 7º
Richmond 2015 - In linea Elite: 80º
Bergen 2017 - In linea Elite: 95º
Innsbruck 2018 - In linea Elite: ritirato
Imola 2020 - In linea Elite: 30º
Fiandre 2021 - In linea Elite: 31º
Glasgow 2023 - In linea Elite: 9°
- Giochi olimpici

Tokyo 2020 - In linea: 58º
Parigi 2024 - In linea: 48º

### Competizioni europee
- Campionati europei

Olomuoc 2013 - In linea Under-23: 15º
Nyon 2014 - In linea Under-23: 6º
Plumelec 2016 - In linea Elite: 42º
- Giochi europei

Baku 2015 - In linea: ritirato